# 弗赖兹
弗赖兹（法語：Fraize，法語發音：[fʁɛz] ⓘ）是法国大东部大区孚日省的一个市镇，位于该省东部，属于孚日圣迪耶区。

## 地理
弗赖兹（48°11'9"N, 7°0'5"E）面积15.59 平方千米，位于法国大東部大區孚日省，该省份为法国东北部内陆省份，北起默兹省和默尔特-摩泽尔省，西接上马恩省，南至上索恩省和贝尔福地区省，东临上莱茵省和下莱茵省。
与弗赖兹接壤的市镇（或旧市镇、城区）包括：芒德赖、默尔特河畔邦-克莱夫西、普兰凡、圣莱奥纳尔、勒博诺姆、阿努尔德、拉克鲁瓦欧米讷。

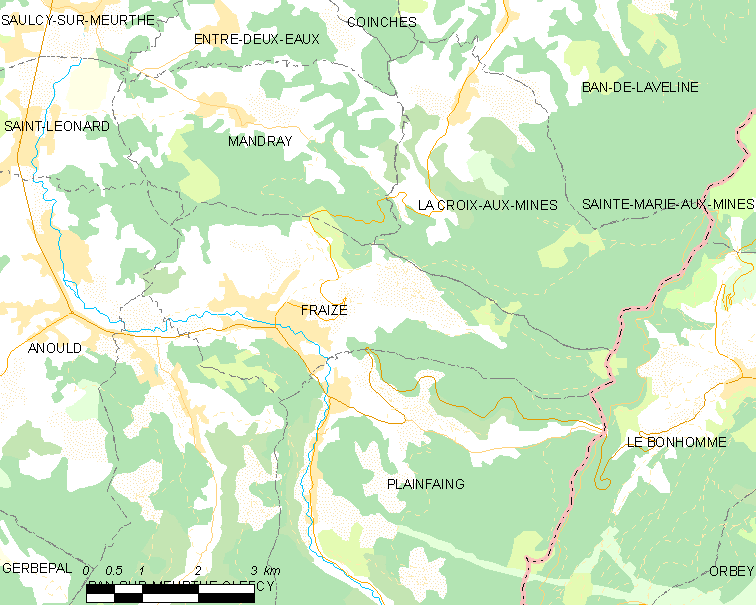
弗赖兹的OSM定位图

弗赖兹的时区为UTC+01:00、UTC+02:00（夏令时）。

## 行政
弗赖兹的邮政编码为88230，INSEE市镇编码为88181。

## 政治
弗赖兹所属的省级选区为热拉尔梅县。

## 人口

1962-2008年间弗赖兹人口变化图示

弗赖兹于2022年1月1日时的人口数量为2849人。